# William Gore
William Gore (décédé en 1700)  est un baronnet et un magistrat anglo-irlandais. 

## Biographie
Il est le fils aîné de Ralph Gore (2e baronnet) et de sa femme Anne Caulfeild, deuxième fille de William Caulfeild, 2e baron Caulfeild . En 1661, il succède à son père comme baronnet. Il est nommé Custos Rotulorum de Leitrim en 1684, poste qu'il occupe jusqu'à sa mort, en 1700 . Il est admis au Conseil privé d'Irlande. 
Il épouse Hannah Hamilton, fille de James Hamilton et nièce de Gustavus Hamilton (1er vicomte Boyne), et a trois fils et cinq filles . Il est mort en 1700 et son fils aîné, Ralph lui succède comme baronnet . 